# Весёлое (Липоводолинский район)
Весёлое (укр. Веселе) — село, Калининский сельский совет,
Липоводолинский район, Сумская область, Украина. Код КОАТУУ — 5923281703. Население по переписи 2001 года составляло 165 человек.

## Географическое положение
Село Весёлое находится на расстоянии в 1 км от села Легуши, в 2-х км — сёла Галаевец и Червоная Долина, в 6-и км — пгт Липовая Долина. По селу протекает пересыхающий ручей с запрудой. Рядом проходит автомобильная дорога Т-1913.